# Nephodia nubetincta
Nephodia nubetincta är en fjärilsart som beskrevs av Paul Dognin 1913. Nephodia nubetincta ingår i släktet Nephodia och familjen mätare. Inga underarter finns listade i Catalogue of Life.